# Lorenzaccio de’ Medici
Lorenzaccio de’ Medici (Firenze, 1514. március 22. – Velence, 1548. február 26.) a Medici-család tagja. Pierfrancesco de’ Medici (1487-1525) és Maria Soderini második gyermeke. Mint Alessandro de’ Medici (1510-1537) firenzei herceg gyilkosa írta be nevét a történelembe.

## Firenzében
Fiatalsága nagyobb részét Rómában töltötte – mivel azonban részegen többször is antik szobrok fejét csapdosta le – felkérték, hogy hagyja el a várost. Firenzébe utazott, ahol rokona, Alessandro de’ Medici állandó kíséretéhez csatlakozott. Alessandro csak három évvel volt idősebb Lorenzacciónál. Együtt ittak és jártak a szajhák után. Mindketten szerettek női ruhákba öltözni, ketten egy lovon vágtattak végig a városon, sértegetve az arra haladókat, néha még az ágyat is megosztották. Alessandro kedvelte Lorenzacciót, habár nem tudta mihez kezdjen vele. Elbűvölte rokona rejtélyes mosolya valamint finom és kétértelmű megjegyzései. Az is nyilvánvaló volt viszont, hogy Lorenzaccio nem viszonozta Alessandro szeretetét, s irigyelte rangját és hatalmát. Lorenzaccio a hős szerepében tetszelgett, de bármely szerepet elfogadott volna, ha azáltal híres vagy akár hírhedt lesz. Az a szerep, amelyet végül kiválasztott önmaga számára, a zsarnokgyilkosé volt.

## A merénylet
Bonyolult tervet dolgozott ki. Volt egy csinos unokatestvére – Caterina Soderini Ginori –, aki híres volt erényes életéről és arról, hogy szereti idős és unalmas férjét. Lorenzaccio elhitette Alessandróval, hogy az a férfi, akinek sikerült elcsábítania Caterinát, nem mindennapi képességekkel kell, hogy rendelkezzék. Ha Alessandro szerencsét próbál, akkor ő egyik éjszaka elviszi hozzá Caterinát és magukra hagyja őket. Január 6-át javasolta, amikor Firenzében mindenki mulat és senki sem fogja észrevenni, hogy házába lépnek. A herceg azonnal beleegyezett a tervbe és a megbeszélt estén elment Lorenzaccióhoz. Testőreit a kapun kívül hagyta és leoldotta a kardját. Levetkőzött, majd az ágyra heveredve várta Caterinát. Félig aludt, amikor a hálószobája ajtaja kinyílt, ám azonban nem Caterina lépett be, hanem  Lorenzaccio de’ Medici és egy Michele Tavolaccio Scoroncolo nevű bérgyilkos. Lorenzaccio kezét a kiáltozó Alessandro szájára szorította, a herceg csontig átharapta az egyik ujját. Scoroncolo torkon szúrta Firenze hercegét. Lorenzacciót elborította az áldozat vére. Megharapott és rettenetesen vérző kezét kesztyűjébe rejtette, kiment az utcára és a Scarperián át Bologna felé lovagolt a firenzei polgárokra bízva, hogy hogyan használják fel a helyzetet, ha megtalálják a holttestet. Annak érdekében, hogy a holttestet addig ne fedezhessék fel, amíg ő biztonságban el nem éri a határt, a szoba kulcsait magával vitte.